# Uruñuela
Uruñuela è un comune spagnolo di 781 abitanti situato nella comunità autonoma di La Rioja.